# Gobius ehrenbergii
Gobius ehrenbergii és una espècie de peix de la família dels gòbids i de l'ordre dels perciformes. Poden assolir els 11 cm de longitud total. Es troba des del Mar Roig fins al nord de Moçambic, Fidji, el sud de Taiwan, Nova Caledònia i Tonga.